# Криогель
Криогель (англ. cryogel) — криотропный полимерный материал.

## Упругость

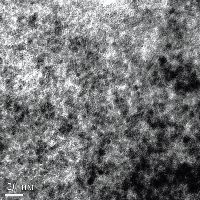
Микрофотография криогеля SiO_{2}, полученная методом просвечивающей электронной микроскопии.

Образуются из растворов полимеров, которые сначала образуют гели при температуре 0—20°С, а затем в циклических процессах замораживания — оттаивания превращаются в криогели с высокой упругостью и хорошей адгезией к породе. Чем больше таких циклов испытывает криогель, тем лучше становятся его механические свойства: увеличивается его прочность, упругость, усиливается сцепление с породой.

## Использование
Эластичные, высокопористые, каркасные структуры с размером пор в десятки и сотни микрометров на основе высушенных полимерных криогелей используются как носители ферментов и иммобилизованных клеток в биокатализе и биотехнологиях.
Важным производным полимерных криогелей являются углеродные криогели, получаемые обугливанием полимерных. Они используются в качестве сорбентов и электродных материалов суперконденсаторов (углеродные аэрогели).